# Герцог Естонії
Ге́рцог Естонії (лат. Dux Estonie), або герцог Естляндії (дан. Hertug af Estland ) — правитель середньовічного Естляндского герцогства (Естонії).

## Назва
- Ге́рцог Естляндії, або герцог Естляндський (дан. Hertug af Estland , лат. Dux Estonie)
- Ге́рцог Естонії, або герцог Естонський
- Князь Естонії (лат. Dux Estonie)

## Історія
Першим Князем Естонії 1220 році був проголошений Вальдемар II, король Данії, після завоювання Естонії під час Лівонських хрестових походів. 
Після цього королі Данії мали також титул "Князя Естонії". 
У період 1266-82 рр. вдовстуюча королева Маргарет Самбірія (Margaret Sambiria) використовувала титул Володарка Естонії (латинська: Domina Estonie). 

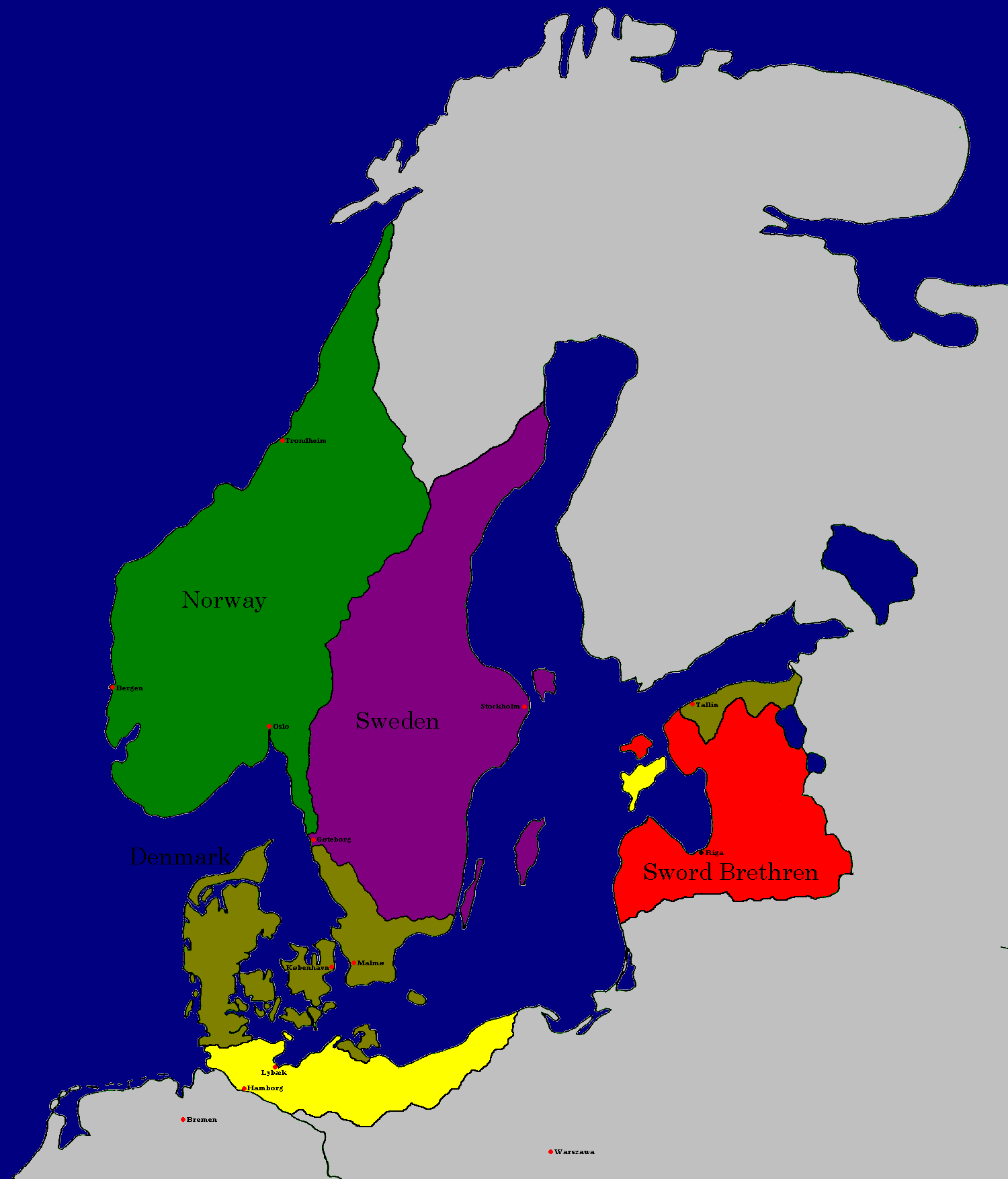
Скандинавія 1219 р.

1332 року після смерті короля Данії Крістофера II його другий син Отто успадкував титул Герцога Естонії. 
Будучи братом короля Данії Еріка VI (з 1286 по 1319 рік), Крістофер був спадкоємцем престолу. Як Князь Естонії, він підтримував політику свого брата. Але пізніше він пішов в опозицію і вигнання після смерті Еріка в 1319 році.
Вальдемар III став Князем Естонії в 1338 році. 
За часів панування Данії, Естонські князі рідко проживали в самій Естонії. 
Щоб керувати Естонським князівством, королі Данії призначали свого намісника (лат.: Capitaneus), який проживав у Таллінні. 
Король Данії Вальдемар IV продавав Естонське князівство Тевтонському ордену в 1346 році, проте королі Данії продовжували носити титул "Князів Естонії" до 1456 року, коли Кристіан I відмовився від цього титулу. 
Після Лівонської війни Естонія стала частиною Шведської імперії, і титул "Князя Естонії" отримав королі Швеції. Король Густав Адольф був Князем Естонії в 1607-1611 рр., перш ніж він став королем, але потім офіційно скасував всі шведські герцогства в 1618 році.
Титул відновив російські царі після Великої Північної війни та Ништадтської угоди, коли Естонія була окупована Російською імперією. Після цього російські імператори додали у свій титул також й "Князь Естонії" (рос: Князь Эстляндский). 